# Hermann Friedrich Valentin

Hermann Friedrich Valentin

Hermann Friedrich Valentin (* 12. April 1812 in Berlin; † 28. Juni 1885 ebenda) war ein Jurist und Reichstagsabgeordneter.

## Leben
Valentin besuchte das Gymnasium zum Grauen Kloster in Berlin bis 1829 und studierte von 1829 bis 1832 in Berlin und in Bonn. In Bonn war er Mitglied des Corps Borussia. 1832 bis 1834 war er Kammergerichts-Auskultator, 1834 bis 1838 Kammergerichts-Referendar, 1838 Kammergerichts-Assessor und beim Stadtgericht zu Berlin beschäftigt. Von 1839 bis 1841 war er Hilfsarbeiter beim Land- und Stadtgericht zu Tilsit, von da bis 1844 Rechtsanwalt und Notar beim Oberlandesgericht zu Köslin. 1844 bis 1866 Rechtsanwalt und Notar beim Kammergericht in Berlin. 1859 wurde er Justizrat, 1853 erst Stellvertreter, dann 1856 bis 1866 Mitglied des Ehrenrats der Rechtsanwälte und Notare im Departement des Kammergerichts. Von 1871 bis 1874 war für den Reichstagswahlkreis Herzogtum Sachsen-Meiningen 1 (Meiningen-Hildburghausen), von 1874 bis 1878 für den Wahlkreis Schwarzburg-Sondershausen Mitglied des Deutschen Reichstags für die Nationalliberale Partei.